# 법률사실
법률사실(法律事實)은 법률요건을 구성하는 개개의 사실을 일컫는다. 법률요건은 보통 수개의 법률사실로 구성된다. 법률요건이 갖추어지면 법률효과가 발생하게 된다. 법률사실은 용태와 사건으로 구분될 수 있다. 용태는 정신작용을 요소로 하고 사건은 그렇지 않다.